# سعيد عبد الحافظ
سعيد عبد الحافظ
لاعب رفع اثقال بارالمبي لم تمنعه اعاقته من ممارسة الرياضة وقام بتمثيل مصر في كثير من البطولات العالمية والبارالمبية
ولد في 23 يناير 1955 وكان يمارس الرياضة في صالهةلرفع الاثقال ثم بعد ذلك انتقل إلى نادى الاتحاد الرياضى والاجتماعى للمعاقين والذي يقع بمركز شباب الحبانية 
ومن البطولات التي مثل مصر بها:
- بطولة العالم بإنجلترا ذهبية
- 1978 بطولة العالم بإنجلترا فضية
- 1979 بطولة العالم بإنجلترا فضية
- 1980 دورة هولندا الأولمبية فضية
- 1981 بطولة العالم بإنجلترا برونزية
- 1982 بطولة العالم بإنجلترا فضية
- 1983 بطولة العالم ذهبية
- 1984 دورة لوس انجلوس فضية
- 1985 لا يوجد
- 1986 لا يوجد
- 1987 بطولة العالم بالسويد برونزية
- 1987 بطولة فرنسا الدولية ذهبية
- 1988 دورة سول الأولمبية فضيه
- 1988 بطولة فرنسا الدولية ترتيب عام للمنتخب أول
- 1989 بطولة العالم بأمريكا فضية
- 1989 بطولة فرنسا احسن رباع واحسن لاعب
- 1990 بطولة العالم بفرنسا ذهبية
- 1991 بطولة العالم بفرنسا ذهبية
- 1991 بطولة أفريقيا بمصر ذهبية
- 1992 دورة برشلونة الأولمبية فضيه